# Inste Kjeholmen
Inste Kjeholmen est une île dans le landskap Sunnhordland du comté de Vestland. Elle appartient administrativement à Øygarden.

## Géographie
Rocheuse et couverte d'une légère végétation, à l'est de Ytste Kjeholmen, elle s'étend sur environ 162 m de longueur pour une largeur approximative de 63 m.